# Batalla de Châlons (274)
La batalla de Châlons es va lliurar al febrer o març de 274 entre l'emperador romà Luci Domici Aurelià (270–275) i el seu rival, l'emperador Tètric I (271–274) de la Gàl·lia a la regió que avui dia és Châlons-en-Champagne. Aquesta batalla, amb victòria romana, va marcar el final de la independència de l'Imperi de les Gàl·lies i la seva reincorporació a l'Imperi Romà després de 13 anys de secessió.

## Context
L'Imperi de les Gàl·lies va ser fundat en el marc de la Crisi del segle iii (235–284), en la qual l'Imperi Romà va ser sacsejat per cops d'estat gairebé constants, amb 26 emperadors diferents que van regnar durant un període de 49 anys. El seu nom és desconegut, i l'Imperi de les Gàl·lies és la forma en què se l'anomena convencionalment en la literatura actual. Va comprendre les províncies de Britànnia, Hispània i Gàl·lia i es va separar sota l'època de l'emperador Gal·liè (253–268). Gal·liè va romandre com a únic emperador després que el seu pare, Valerià I (253–260), fos capturat pels perses el 260. Es va veure aclaparat per una sèrie de problemes, especialment usurpadors i atacs bàrbars en els Balcans i en tota la frontera del Rin, inclòs un atac dels Francs que va arribar fins a Tàrraco (Tarragona). Com Gal·liè no va poder evitar-los, Pòstum I, un comandant militar a la frontera del Rin, es va rebel·lar i es va declarar emperador (260–269); En aquell moment, va assassinar Publi Licini Corneli Valerià Saloní (258–260), fill i coemperador de Gal·liè, a Colònia Agrippina (Colònia, Alemanya). Es va centrar en defensar les províncies de la Gàl·lia i Germania i, en paraules de l'historiador romà Eutropi: "va restaurar les províncies gairebé esgotades amb enorme vigor i moderació".
Gal·liè va intentar vèncer-lo dues vegades, però va ser rebutjat en ambdues ocasions, obligant-ho a acceptar la secessió; encara que no va poder acabar amb Pòstum, es va assegurar que l'Imperi Romà fos defensat i va col·locar al Comandant Aureolo en el nord d'Itàlia per evitar que Pòstum creués els Alps. Pòstum no va intentar marxar a Roma i destronar-ho, sinó que es va quedar a la Gàl·lia per repel·lir els atacs de les tribus germàniques. Pòstum va ser assassinat pels seus soldats el 269 a Mogoncíacum (Magúncia) mentre reprimia la revolta de l'usurpador Lelià (269) perquè es va negar a deixar que els seus soldats saquegessin la ciutat. Després de la seva mort, l'oficial Marco Aureol Mario (269) va ser triat emperador, si bé algunes fonts sostenen que va governar durant només 2 dies abans de ser assassinat per Marc Piavoni Victorí, la quantitat de monedes encunyades per Mario indiquen que hauria viscut més temps, almenys 3 mesos. Marc Piavoni Victorí es va declarar emperador a mitjans de 269 a Augusta dels Trèvers (Trèveris), l'endemà passat de matar a Mario. El regnat de Marc Piavoni Victorí va ser reconegut per les províncies de Britànnia i Gàl·lia, però no per les d'Hispània.
A principis de 271, Marc Piavoni Victorí va ser assassinat a la ciutat de Colònia per Atitiano, un oficial de l'exèrcit, suposadament per seduir a la seva esposa. Després de la seva mort la seva mare va mantenir certa influència i subornant militars va aconseguir la proclamació de Tètric I com el seu successor, la primavera d'aquest any en Burdigala (Bordeus), capital de la província Aquitània. Al seu ascens, totes les províncies gal·les, excepte la Gàl·lia Narbonesa, ocupades en part per Juli Placidià general de Claudi II (268–270), i Britànnia el van reconèixer, però Bètica, Lusitània i Tarraconense, a Hispània, i la ciutat d'Argentoratum (Estrasburg) van acceptar a Luci Domici Aurelià (270–275), proclamat emperador al setembre de 270 a Sírmium, Pannònia. Mentre Luci Domici Aurelià va centrar les seves forces a derrotar a l'Imperi de Palmira sota Zenòbia, Tétric va aconseguir recuperar el control de la Gàl·lia Narbonesa i el sud-oest de la Gàl·lia Aquitània.

## Batalla i seqüeles
A principis de 274, Luci Domici Aurelià va marxar cap al nord de la Gàl·lia, al mateix temps que Tétric va portar a les seves tropes al sud d'Augusta dels Trèvers per enfrontar-se. Els exèrcits es van trobar al febrer o març a Châlons. Les fonts diuen que la lluita va ser immensament sagnant, per la qual cosa durant generacions la hi va denominar la "catàstrofe catalàunica", que porta el nom dels veïns Camps Catalàunics. L'exèrcit de Tétric va ser totalment derrotat i es va rendir poc després de la seva derrota o poc més tard, tenint com l'última data possible al març, quan les monedes encunyades van canviar l'efígie imperial de Tétric i el seu fill Tètric II (273 –274) per Luci Domici Aurelià. Fonts antigues com Sext Aureli Víctor, Eutropi, la Història Augusta i Pau Orosi sostenen que Tétric havia arribat a un tracte amb Luci Domici Aurelià, oferint la seva rendició a canvi d'una derrota honorable i impune, citant a Virgílio: "rescata'm invicte d'aquests problemes" (erítame su malis invicto). No obstant això, es creu que aquesta informació va ser producte de la propaganda imperial romana; Luci Domici Aurelià, que estava tractant d'estabilitzar un imperi fràgil, es va beneficiar del rumor que planejava trair al seu exèrcit, ja que les seves tropes serien menys propenses a les revoltes.
Amb la seva rendició, l'Imperi de les Gàl·lies es va reincorporar a l'Imperi Romà i Luci Domici Aurelià va celebrar un triomf a Roma, amb carros, 20 elefants, 200 bèsties (tigres, girafes, etc.), 800 gladiadors i captius de diverses tribus bàrbares. Els caps dels dos estats secessionistes, Tétric i Zenòbia, van desfilar en aquest triomf, juntament amb Tétric II. Tétric i el seu fill no van ser encadenats en la seva marxa, sinó que vestien bracarae (pantalons de la Gàl·lia). Luci Domici Aurelià els va perdonar i va fer de Tétric un senador i corrector (governador d'una província més petita) de Lucania i Brucio, en el sud d'Itàlia, o de tot Itàlia; la Història Augusta diu que es va fer corrector de Lucania (corrector Lucaniae) en la biografia de Tétric, però assegura que va ser corrector de tot Itàlia (corrector totius Italiae) en la biografia d'Luci Domici Aurelià. Va morir per causes naturals anys més tard com a ciutadà privat.